# 中里萌
中里 萌（なかざと めぐむ、2000年12月14日 - ）は、日本のタレント、元子役であり、アイドルグループ・X21の元メンバー。東京都出身。オスカープロモーション所属。

## 略歴
幼少時からオスカープロモーションに属し、子役として活躍。2014年、第14回全日本国民的美少女コンテストファイナリスト。
2016年4月から「X21」の2期生として加入し、2018年11月のグループ解散時まで活動。

## 出演

### テレビ番組
- 大!天才てれびくん（2013年4月1日 - 2014年3月27日、NHK Eテレ） - てれび戦士
  - ドラマ 大天才テレビジョン 第8回 さよならは突然に事件（2013年2月27日）
- Eテレ・ジャッジ「イラったらDANCE」（2015年6月30日、NHK Eテレ）
- BS11CUP全日本eスポーツ選手権大会（2019年12月15日、BS11） - アシスタント
- 痛快TV スカッとジャパン（2021年7月12日、フジテレビ）
- 天才てれびくんhello,「電空物語」（2021年11月17日、NHK Eテレ） - 理科の先生 役

### ラジオ番組
- 全国こども電話相談室・リアル!（2014年4月 - 2015年3月、TBSラジオ）

### 映画
- おそ松さん（2022年）
- 退屈なエンドロール（2023年） - 畑井菜衣奈 役[1][2]

### 舞台
- ありのままに生きろ。今（2024年） - 三崎萌 役[3]

### CM
- 日本マクドナルド「ハッピーセット」（2013年）
- マンナンライフ「蒟蒻畑」（2021年）[4]
- SBIネオトレード証券（2021年）[5]
- ニキ株式会社「シャイニングニキ」（2022年、web CM）[6]
- Jolly Pasta（2022年 - ）[7]

### その他の広告
- 早稲田アカデミー（2013年）
- しまむら チラシ
- repipi armario
- トヨタ自動車 VOXY「No.1宣言一家」（2015年）
- 京成電鉄広報誌「京成らいん」第5代目カバーガール（2023年5・6月号〜）

### イベント
- ODAKYU 50th ANNIVERSARY TIME TRAVEL SMILE DISCOVERY SHOW（2012年11月3日、小田急百貨店新宿店）
- パナソニック 2013年度キッド・ウィットネス・ニュース日本コンテスト表彰式 - プレゼンター

## 書籍
- Popteen（角川春樹事務所） - 雑誌連載
- ミラクルかわいい!写真のうつり方&とり方マスター（2012年、東西社）ISBN 978-4791620227